# Mecayapan (kommun)
Mecayapan är en kommun i Mexiko.   Den ligger i delstaten Veracruz, i den sydöstra delen av landet, 500 km öster om huvudstaden Mexico City.
Följande samhällen finns i Mecayapan:
- Mecayapan
- Huazuntlán
- Cerro de la Palma
- Los Arrecifes
- Vicente Guerrero
- El Paraíso